# Tachtigjarige Oorlog van A tot Z

## A
Albrecht van Oostenrijk - Alexander Farnese - Hertog van Alva - Ambrogio Spinola - Hertog van Anjou - Armada - Unie van Atrecht - Jacobus Arminius

## B
Beeldenstorm - Bourtange - Unie van Brussel - Bosgeuzen

## C
Ernst Casimir - Hendrik Casimir I - Manuel de Castel Rodrigo - Contraremonstranten

## D
Inname van Den Briel - 
Don Luis de Requesens - 
Slag bij Duins

## E
Graaf van Egmont - Elizabeth I - Ernst Casimir - Ernst van Montecuculi

## F
Ferdinand van Oostenrijk - Filips II - Filips IV van Spanje - Francisco de Melo - Francisco Verdugo - Franciscus Gomarus - Fort Frederik-Hendrik - Frederik Hendrik van Oranje

## G
Geuzen (geschiedenis) - Geuzen- en aanverwante penningen - Gilles van Leedenberch - Gomaristen - Franciscus Gomarus - Graaf van Egmont - Graaf Horne - Graaf van Rennenberg - Gijsius, Johannes

## H
haakschutter -
Habsburgse Nederlanden -
Haus der Niederlande -
Slag bij Heiligerlee -
Hendrik Casimir I -
Hendrik van Nassau -
Hertog van Alva -
Hertog van Anjou -
Hertog van Medina Sidonia -
Historische rekenpenningen in de Nederlanden -
Graaf Horne

## I
Isabella van Spanje

## J
Jacobus Arminius - Johan van Oldenbarnevelt - Johannes Gijsius

## L
Gilles van Leedenberch - Leopold van Oostenrijk - Lodewijk van Nassau

## M
Manuel de Castel Rodrigo - Matthias van Oostenrijk - Prins Maurits - Hertog van Medina Sidonia - Vrede van Münster

## N
Slag bij Nieuwpoort

## O
Johan van Oldenbarnevelt

## P
Pacificatie van Gent - Plakkaat van Verlatinghe
Propaganda (anti-Spaans): Afbeeldinghe van den ellendighen staet der Nederlanden, onder de wreede tijrannije van den Hertoghe van Alba

## R
Raad van Beroerten - Remonstranten - Graaf van Rennenberg - Republiek der Zeven Verenigde Nederlanden - Keizer Rudolf II

## S
Slag bij Duins - Slag bij Nieuwpoort - Slag op de Zuiderzee - Spaanse Armada - Ambrogio Spinola - stadhouder - Statenvertaling - Synode van Dordrecht

## T
Tachtigjarige Oorlog - Tiende Penning - Turfschip van Breda - Twaalfjarig Bestand

## U
Unie van Atrecht - Unie van Brussel - Unie van Utrecht

## V
Francisco Verdugo - Verraad van Venlo - Vrede van Münster

## W
watergeuzen - Wandtegels en de Tachtigjarige Oorlog - Willem Lodewijk van Nassau - Willem van Nassau (1620-1679) - Willem Frederik van Nassau-Dietz - Willem van Oranje

## Z
Zuidelijke Nederlanden - Slag op de Zuiderzee